# دهستان وورو
دهستان وورو (به لاتین: Võru Parish) یک دهستان در استونی است که در شهرستان وورو واقع شده‌است.

## خصوصیات
دهستان وورو ۲۰۲٫۲۳ کیلومترمربع مساحت و ۴٬۷۷۰ نفر جمعیت دارد.